# Butch Leitzinger
Robert Franklin "Butch" Leitzinger, född den 28 februari 1969 i Homestead, Pennsylvania, är en amerikansk racerförare.
Leitzinger har haft sina största framgångar inom amerikansk racing och har vunnit Daytona 24-timmars tre gånger, men han har även tävlat i Le Mans 24-timmars och har testat NASCAR. Senast har han kört American Le Mans Series för Dyson Racing.

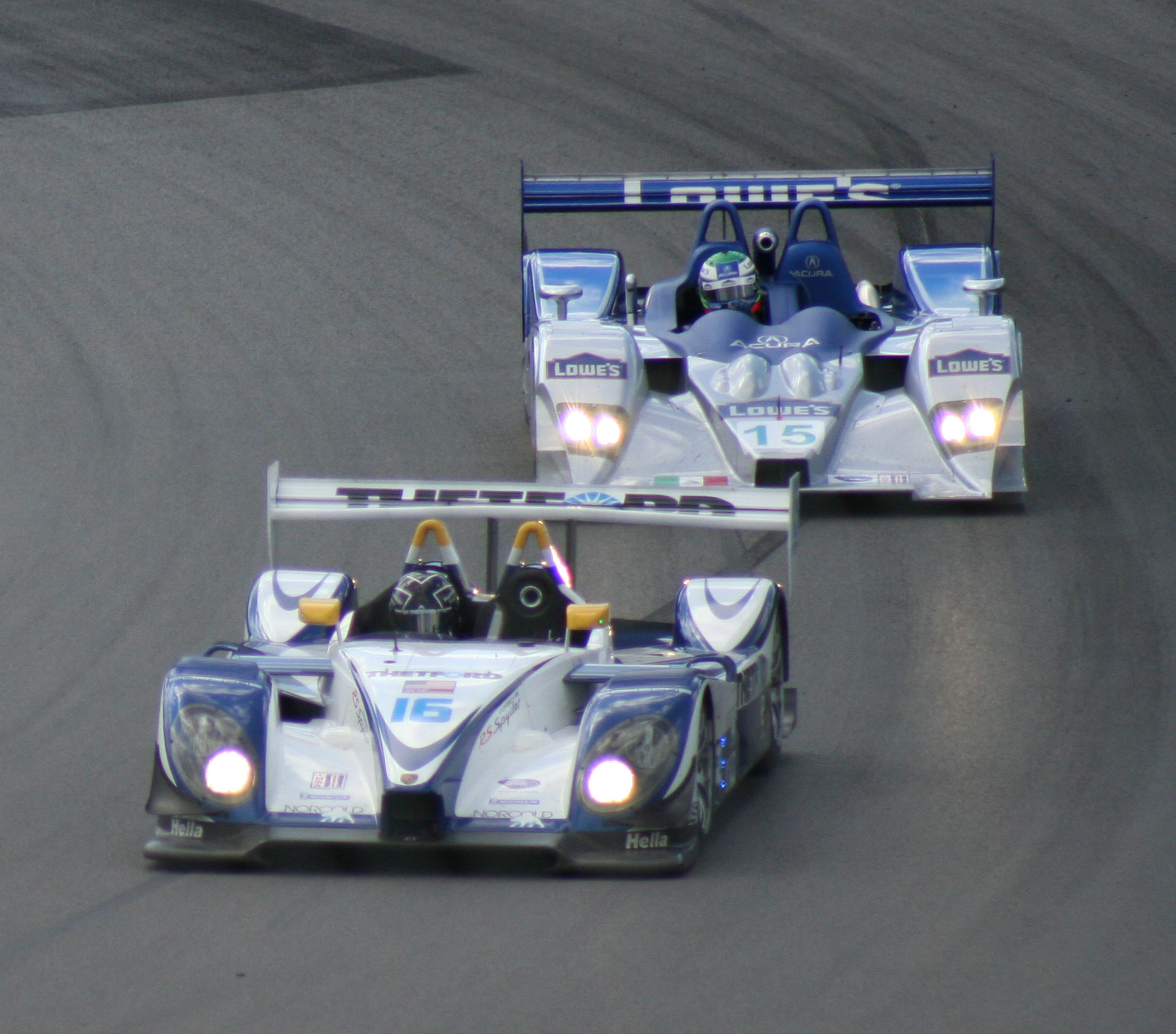
Butch Leitzinger (#16) i en Porsche RS Spyder 2007.